# Lijst van secretarissen-generaal van de SED
Hieronder volgt een lijst van voorzitters en secretarissen-generaal van de Sozialistische Einheitspartei Deutschlands.
| Nr. | Co-Voorzitters         | Co-Voorzitters         | Co-Voorzitters              | Ambtstermijn    | Ambtstermijn    |
| --- | ---------------------- | ---------------------- | --------------------------- | --------------- | --------------- |
| 1   |                        | Wilhelm Pieck          | Wilhelm Pieck (1876–1960)   | 22 april 1946   | 25 juli 1950    |
| (1) |                        | Otto Grotewohl         | Otto Grotewohl (1894–1964)  | 22 april 1946   | 25 juli 1950    |
| Nr. | Secretarissen-generaal | Secretarissen-generaal | Secretarissen-generaal      | Ambtstermijn    | Ambtstermijn    |
| 2   |                        | Walter Ulbricht        | Walter Ulbricht (1893–1973) | 25 juli 1950    | 3 mei 1971      |
| 3   |                        | Erich Honecker         | Erich Honecker (1912–1994)  | 3 mei 1971      | 18 oktober 1989 |
| 4   |                        | Egon Krenz             | Egon Krenz (1937)           | 18 oktober 1989 | 3 december 1989 |
| Nr. | Voorzitter             | Voorzitter             | Voorzitter                  | Ambtstermijn    | Ambtstermijn    |
| 5   |                        | Gregor Gysi            | Gregor Gysi (1948)          | 3 december 1989 | 4 februari 1990 |